# ملتهمة الهيدروجين غير النموذجية
ملتهمة الهيدروجين غير النموذجية (الاسم العلمي: Hydrogenophaga atypica) هي نوع من البكتيريا، سلبية الغرام، تتبع جنس ملتهمة الهيدروجين.